# Saint-Germain-la-Poterie
Saint-Germain-la-Poterie ist eine französische Gemeinde mit 454 Einwohnern (Stand 1. Januar 2022) im Département Oise in der Region Hauts-de-France. Sie gehört zum Arrondissement Beauvais, zur Communauté d’agglomération du Beauvaisis und zum Kanton Beauvais-1.

## Geographie
Die Gemeinde Saint-Germain-la-Poterie liegt im Nordosten der Landschaft Vexin, rund acht Kilometer westlich von Beauvais; sie erstreckt sich im Südwesten bis an das Ufer des Flusses Avelon.

## Einwohner
| Jahr                       | 1962 | 1968 | 1975 | 1982 | 1990 | 1999 | 2006 | 2012 | 2021 |
| -------------------------- | ---- | ---- | ---- | ---- | ---- | ---- | ---- | ---- | ---- |
| Einwohner                  | 277  | 311  | 334  | 362  | 420  | 402  | 410  | 409  | 469  |
| Quellen: Cassini und INSEE |      |      |      |      |      |      |      |      |      |

## Sehenswürdigkeiten
- Kirche Saint-Germain[1]

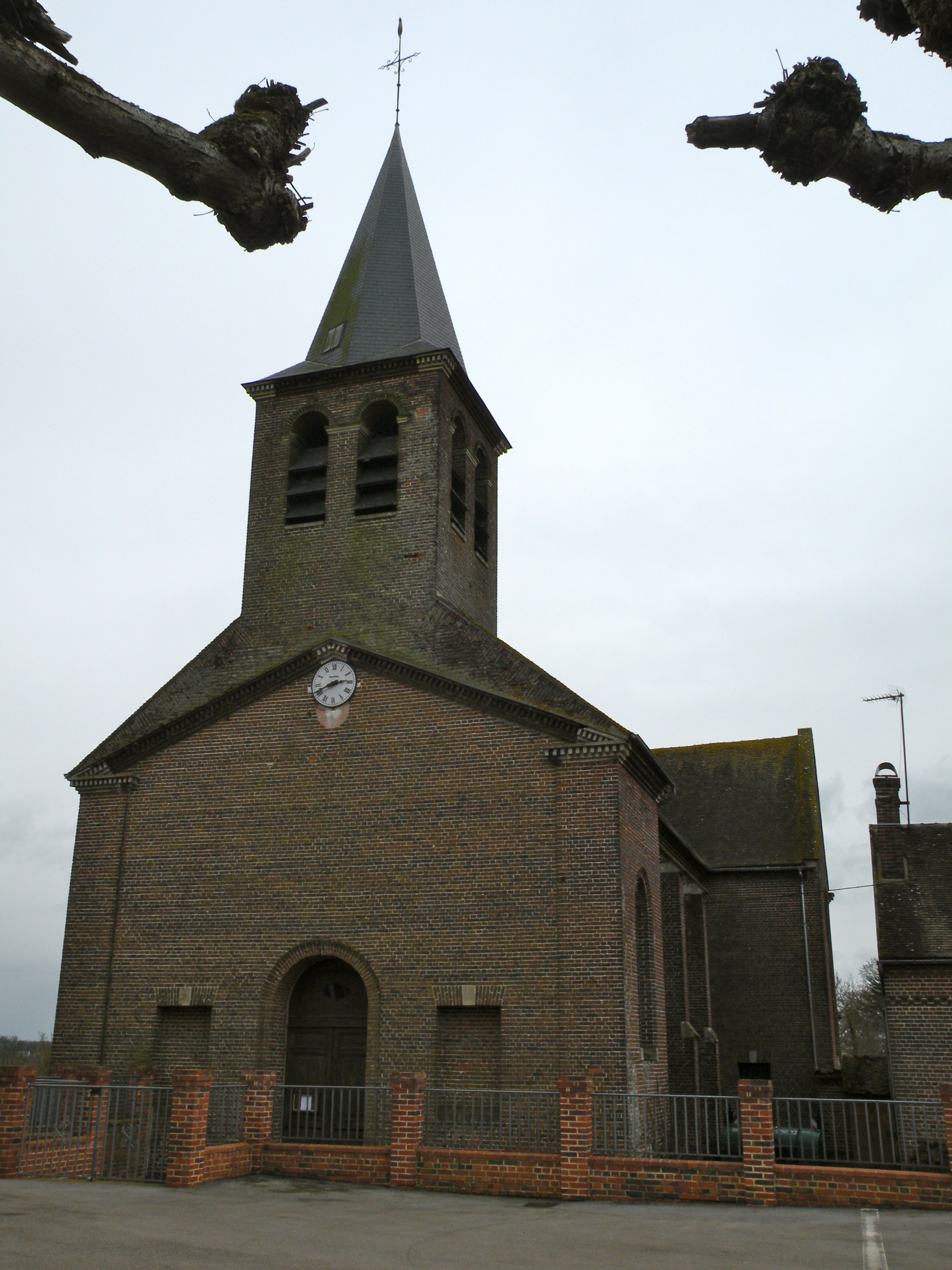
Kirche Saint-Germain
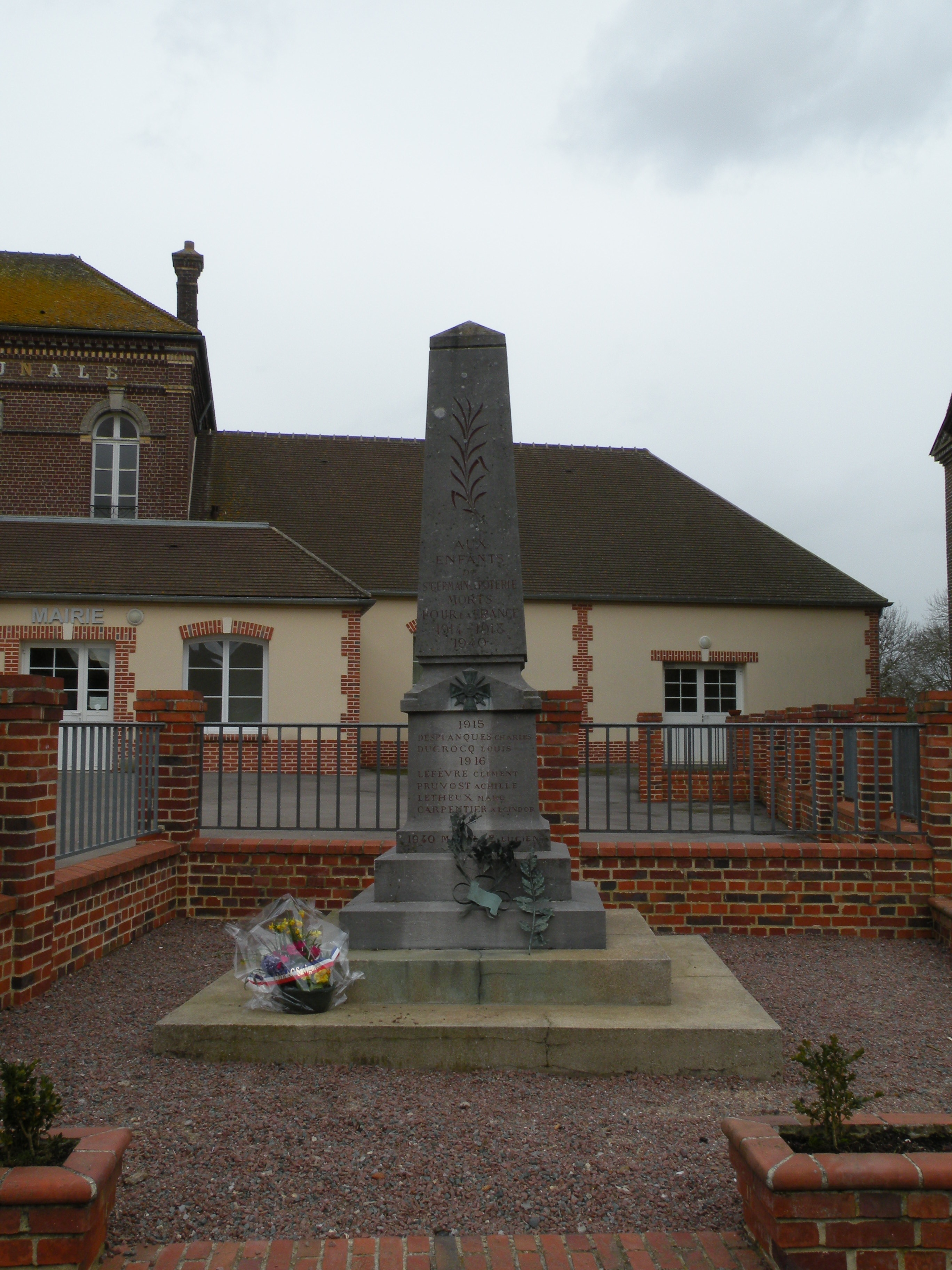
Gefallenendenkmal